# TransPod
TransPod Inc. es una empresa Canadiense que diseña tecnología y vehículos de transporte ultrarrápido. Los vehículos TransPod están siendo diseñados para viajar a más de 1.000 km/h (620 mph) entre ciudades, utilizando propulsión totalmente eléctrica para transportar pasajeros y carga. El sistema propuesto crearía una alternativa más rápida y sin emisiones de carbono a los reactores y automóviles.
Los vehículos TransPod, que TransPod denomina "FluxJets", están diseñados para viajar a través de una guía tubular similar a un sistema hyperloop o vactrain, con variaciones basadas en la levitación magnética en lugar de cojinetes de aire para favorecer la estabilidad del vehículo, y situando el núcleo de la tecnología de levitación magnética en el vehículo en lugar de en la infraestructura, por minimizar los costes de infraestructura.
En noviembre de 2016, TransPod recaudó 15 millones de dólares concedido por Angelo Investments, una compañía italiana especializada en tecnologías avanzadas aplicadas a las industrias del ferrocarril, aeroespacial y aviación. Desde entonces, TransPod se ha expandido y ha abierto oficinas en Toronto, Canadá; Limoges, Francia y Dubái, Emiratos Árabes Unidos.
En septiembre de 2017, TransPod publicó un estudio en la revista scientifica Procedia Engineering. La publicación se presentó en la conferencia EASD EURODYN 2017, e introdujo la infraestructura del sistema TransPod.
En marzo de 2022, TransPod consiguió un acuerdo de principio de financiación de 550 millones de dólares para su propuesta de sistema de transporte ultrarrápido de Calgary a Edmonton, en Alberta (Canadá). La oferta de financiación procede de Broughton Capital Group, en cooperación con China-East Resources Import & Export Co. Está previsto que la construcción completa de la línea comience en 2027.
En julio de 2022, TransPod presentó su nuevo diseño de vehículo e infraestructura, denominado "FluxJet", junto con un prototipo de vehículo a escala de un tercio, en un evento en directo celebrado en Toronto.

## Tecnología
El sistema de TransPod se está diseñando para transportar vehículos a +1000 km/h . Anunciado en el 2016 , TransPod introduce sistemas aerodinámicos y de propulsión que reducen la fricción permitiendo así el transporte de pasajeros a una velocidad mayor. La tecnología de TransPod está diseñada para ser compatible con energías renovables, incluida la generación solar, complementada con conexiones a la red eléctrica regional. TransPod afirma que el objetivo es reducir las emisiones de carbono.
Para lograr una propulsión sin combustible fósil, los vehículos TransPod utilizan la tecnología motora de inducción lineal activada eléctricamente, manejada en tiempo real y en conjunto con sistemas de detección de espacio.
El sistema TransPod difiere del concepto "hyperloop" propuesto por el Hyperloop Alfa de Elon Musk. A diferencia de "hyperloop", el sistema TransPod utiliza campos electromagnéticos móviles para impulsar a los vehículos con levitación estable desde la superficie superior, en lugar de aire comprimido. Janzen argumenta que el sistema TransPod representa una "nueva generación", y utiliza una "tecnología innovadora". Por ahora, los nuevos avances tecnológicos anunciados incluyen  sistemas de detección y manejo de última generación además de una tecnología de propulsión.
Los vehículos de pasajeros incluyen asientos para 54 personas, mientras que los de carga tienen un interior cargable y una capacidad de 10 toneladas por vehículo. Cada vehículo incluye un fuselaje similar al de un avión, presurizado para la circulación y el control del aire atmosférico, e incluye sistemas de propulsión, guiado y control para funcionar a velocidades superiores a 1.000 km/h dentro de una guía tubular protegida. Los tubos son gemelos para permitir el desplazamiento bidireccional del vehículo.
Los vehículos de transporte de carga TransPod son compatibles con palés de madera, así como con diversos dispositivos de carga unitaria, como contenedores LD3 y contenedores AAA.
A alta velocidad, las fuerzas dinámicas del vehículo son controladas por un sistema de guiado interno, que TransPod denomina Veillance Flux. Las desviaciones de la trayectoria del vehículo se detectan y rastrean mediante una combinación de sensores inerciales y ópticos. Los sistemas de TransPod utilizan algoritmos de procesamiento del espacio sensorial y de visión por ordenador en tiempo real.

## Pista de pruebas en Francia
En enero de 2017, TransPod anunció planes para construir una pista de pruebas en el pueblo de Droux, cerca de Limoges, en colaboración con el departamento francés de Alto-Vienne. La pista de pruebas propuesta tendría 3 km de longitud y funcionaría como un sistema a media escala (2 m de diámetro). En febrero de 2018, Vincent Leonie, vicepresidente de Limoges Métropole y teniente de alcalde de Limoges, anunció que se habían firmado acuerdos para la organización "Hyperloop Limoges" con el fin de promover y acelerar la tecnología.

## Presentación del demostrador tecnológico
En julio de 2022, TransPod organizó un evento para desvelar su primer prototipo funcional, un vehículo a escala de un tercio que funciona en una estructura abierta en forma de tubo. Durante el acto, el director de Tecnología Ryan Janzen explicó los conceptos centrales del sistema TransPod, incluido su sistema de transmisión de energía sin contacto basado en plasma, sus sistemas de propulsión y levitación, y su sistema de guiado "veillance flux", mientras se mostraban en tiempo real en una serie de demostraciones.

## Organización

### Financiamiento y Asociaciones
En noviembre de 2016, TransPod obtuvo 15 millones de dólares de financiación de Angelo Investments.
La oficina de TransPod en Toronto, Canadá  se encuentra en Dufferin Street, en la comunidad de Liberty Village. La oficina francesa de TransPod se encuentra en Limoges, cerca de la ubicación de su pista de pruebas a media escala en Droux. La oficina de TransPod en Dubai está situada en el centro de la ciudad, en el barrio de Burj Khalifa.
TransPod está asociada con IKOS, una empresa de ingeniería, y REC Architecture, ambas con sede en Toulouse.
En junio de 2017, TransPod anunció una colaboración con Liebherr con el fin de prestar apoyo para la investigación, el desarrollo y la producción de nuevos sistemas térmicos de cabina y vehículo. Los sistemas fueron diseñados específicamente para el sistema TransPod para garantizar la seguridad, eficiencia y comodidad de los pasajeros.
TransPod firmó un Memorando de Entendimiento con el Gobierno de Alberta en agosto de 2020 para identificar terrenos para una vía de pruebas y estudiar la viabilidad y los efectos previstos de un sistema TransPod Calgary-Edmonton.
Desde la firma del Memorando de Entendimiento con el Gobierno de Alberta, TransPod ha recibido un importante apoyo del Building Trades of Alberta, el grupo local que representa a los trabajadores sindicalizados de Alberta.
En marzo de 2022, TransPod anunció que había llegado a un acuerdo (en principio) con Broughton Capital Group para una financiación de 550 millones de dólares, en colaboración con China-East Resources Import Export Company ("CERIECO"), para la construcción de la primera fase de su proyecto de Calgary a Edmonton.
En julio de 2022, Hatch anunció una asociación por la que apoyaría el proyecto de TransPod de Calgary a Edmonton.

### Gobernanza Corporativa
Sebastien Gendron es el CEO y cofundador de TransPod.
Ryan Janzen es el CTO y cofundador de TransPod.

## Rutas planeadas de transporte
Actualmente, TransPod está desarrollando rutas mundialmente y diseñando proyectos de líneas entre ciudades. Por ejemplo, en Canadá (Quebec y Ontario específicamente) se están diseñando proyectos en los corredores Toronto-Montreal, Toronto-Windsor, y Toronto-Waterloo. Adicionalmente, el corredor Calgary-Edmonton en Alberta, Canadá está en desarrollo.  TransPod está preparando para construir una pista de prueba para los vehículos "cápsula" en Canadá.  TransPod está trabajando  para construir una pista de prueba para el sistema en Canadá. Esta pista será expandida como parte de una ruta completa financiada por una combinación de fondos privados y públicos.
Paralelamente, TransPod está diseñando configuraciones de líneas para rutas en otros lugares de Norteamérica, Europa, Oriente Medio, Asia y Oceanía.

### Corredor de Calgary-Edmonton
TransPod firmó un memorando de entendimiento con el Gobierno de Alberta en agosto de 2020 para identificar terrenos para una pista de pruebas y estudiar la viabilidad y los efectos previstos de un hyperloop Calgary-Edmonton. Se prevé que el corredor alcance una velocidad potencial de 1.000 km/h y un tiempo de viaje de 45 minutos. El estudio se publicó en junio de 2021 y afirma que el sistema TransPod reduciría las emisiones de carbono en 636.000 toneladas anuales, crearía más de 15.500 puestos de trabajo al año durante su construcción y aportaría 19.200 millones de dólares al PIB de Alberta. El estudio también calcula un coste de 45,1 millones por kilómetro y 6.700 millones para las "estaciones fijas tipo infraestructura". El coste total previsto es de 22.400 millones de dólares. TransPod cree que la construcción de la vía de prueba, seguida de la fase de pruebas, se completará entre 2022 y 2027 y que la construcción del corredor Calgary-Edmonton completo comenzará en 2025.
El 29 de marzo de 2022, TransPod anunció que había alcanzado un acuerdo de principio para una financiación de 550 millones de dólares de Broughton Capital Group ("BCG"), en cooperación con China-East Resources Import & Export Co. ("CERIECO") para su sistema de transporte ultrarrápido de Calgary a Edmonton.

### Corredor de Toronto-Windsor
En julio de 2017, TransPod publicó un estudio inicial de costes que esboza la viabilidad de construir una línea TransPod en el suroeste de Ontario, entre las ciudades de Windsor y Toronto. El Gobierno de Ontario anunció en mayo de 2017 una evaluación ambiental para una línea ferroviaria de alta velocidad por esta ruta para el mismo corredor. El estudio indica que un sistema TransPod costaría la mitad del coste proyectado de una línea ferroviaria de alta velocidad a lo largo de la misma ruta, mientras que funcionaría a más de cuatro veces la velocidad máxima del tren de alta velocidad.

### Corredor de Marsella-Niza
En octubre de 2019, TransPod publicó un estudio de prefactibilidad que esboza la viabilidad de construir una línea TransPod en el sur de Francia entre las ciudades de Niza y Marsella. El estudio solo evalúa el transporte de pasajeros (ignorando la carga), concluyendo que una línea solo de pasajeros no sería financieramente viable, pero indicando que una línea de pasajeros y carga puede ser viable en la región y merece un estudio más detallado.

### Corredor de Tailandia
En marzo de 2019, TransPod publicó un estudio de prefactibilidad que esboza la viabilidad de construir una línea TransPod a través de Tailandia, entre las ciudades de Chiang Mai, Bangkok y Phuket. El estudio solo evalúa el transporte de pasajeros (ignorando la carga), concluyendo que una línea solo de pasajeros no sería financieramente viable, pero indicando que una línea de pasajeros y carga puede ser viable en la región y merece un estudio más detallado.